# Agathodes thomensis
Agathodes thomensis is een vlinder uit de familie van de grasmotten (Crambidae), uit de onderfamilie van de Spilomelinae. De wetenschappelijke naam van deze soort is voor het eerst gepubliceerd in 1973 door Armando Jacques Favre Castel-Branco.
De soort komt voor op het West-Afrikaanse eiland São Tomé.